# 7750 McEwen
7750 McEwen eller 1988 QD1 är en asteroid i huvudbältet som upptäcktes den 18 augusti 1988 av det amerikanska astronom paret Eugene M. och Carolyn S. Shoemaker vid Palomar-observatoriet. Den är uppkallad efter amerikanen Alfred McEwen.
Asteroiden har en diameter på ungefär 14 kilometer.